# Mšec
Mšec (německy Kornhaus) je městys v okrese Rakovník ve Středočeském kraji. Leží přibližně 5,5 kilometru severně od Nového Strašecí a čtrnáct kilometrů západně od Slaného. Žije zde 882 obyvatel. Součástí městyse je i drobná osada Háj se zhruba 30 obyvateli, vzdálená 1,5 kilometru východním směrem.

## Poloha
Sídlo, na severní straně obklopené půlkruhem lesů, je rozloženo v mírném, k jihu obráceném svahu širokého údolí potoka Loděnice (Kačáku). Na tomto potoce a několika jeho drobných přítocích se v jižním a jihozápadním sousedství Mšece nachází soustava rybníků, z nichž na katastru městyse největší nese jméno Červený, z dalších jmenujme rybníky Mlýnský, Pilský, Vítovský a Jopát. Osu historické zástavby tvoří silnice II/237 Nové Strašecí – Srbeč, s níž se v severní části obce křižuje frekventovaná silnice I/16 Řevničov – Slaný.

## Název
Název Mšec je původem zdrobnělým tvarem ke slovu mech. V historických pramenech českých i německých, Mšec často vystupuje pod názvem Kornhaus, (česky též Kornhauz, Kornouz). Dle jazykovědce Antonína Profouse jde o odvozeninu od středohornoněmeckého Kornhûs, znamenajícího „sýpka, špýchar, obilnice“. Podle legendy souvisí s latinským jménem pro trubače: Corneus.

## Historie

### Nejstarší dějiny – Kolovratové

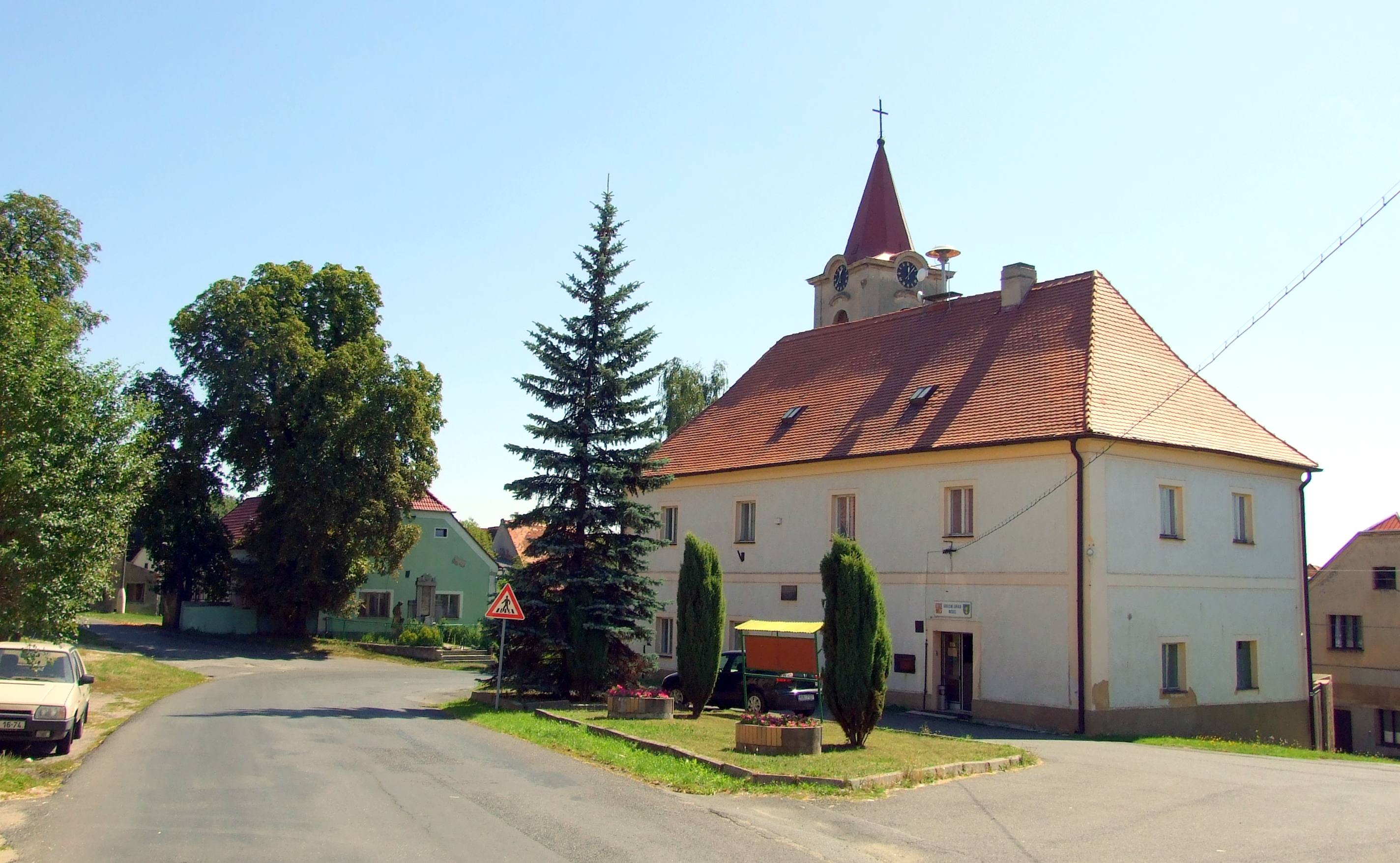
Střed obce s kostelem svaté Kateřiny

První písemná zmínka o obci pochází z roku 1316, kdy se připomíná vladyka Dcheř ze Mšece (Dcherz de Mssecz) s dcerou Zdeňkou. Později byl Mšec ve vlastnictví pánů z Kolovrat, jejichž společný předek Albrecht (nejstarší) z Kolovrat († 1391), maršálek královny Anny Svídnické a zakladatel ročovského kláštera, učinil roku 1361 smlouvu o hranice mezi královským panstvím křivoklátským a svými vesnicemi Mšecí a Žehrovicemi. K roku 1352 je doložena mšecká fara a tedy i existence kostela. Z této doby také pocházejí první doklady názvu Kornhaus (1368 Albertus dictus Colowrat de Cornuss). V roce 1387 působil Albrecht z Kolovrat (není zřejmo zda A. nejstarší či jeho syn A. starší) spolu s Markvartem z Vartenberka odboj proti králi Václavovi IV. a dopouštěl se loupeží na cestách, pročež královské vojsko někdy v letech 1388 nebo 1390 mšeckou tvrz (či hrad – přesnější podoba tehdejší pevnosti není známa) dobylo a vypálilo.
Jeden z dalších synů zmíněného Albrechta nejstaršího, Mikeš († 1392), se stal předkem linie Kornhauzských z Kolovrat. Mikeš měl syny Albrechta a Jana († po roce 1437), kteří drželi Mšec společně. Janova dcera Eliška byla manželkou proslulého husitského vojevůdce Jana Roháče z Dubé. Po roce 1455 držel Mšec Zbyněk Kornhauzský z Kolovrat († po roce 1506), věrný stoupenec krále Jiřího z Poděbrad. Zbyněk Korhauzský a jeho manželka Kateřina z Dubé na stará kolena vedli o správu majetku hořké soudní spory se svým synem Jindřichem, který jim vyčítal špatné hospodaření. Rod Kolovratů, dotčený na cti takovým skandálním chováním, tehdy dokonce uspořádal roku 1503 sjezd svých příslušníků na Mělníce a donutil obě strany k jakémus smíru. Avšak ani Jindřich Kornhauzský hospodářství nepozvedl, a mšecké panství v hodnotě 7 tisíc kop grošů českých přešlo na jeho příbuzného, karlštejnského purkrabího Mikuláše (Mikše) Žehrovského z Kolovrat († 1510), který přesídlil ze Žehrovic na Mšec. Žehrovice tak byly spojeny se mšeckým panstvím a od těch časů nazývány Žehrovicemi Mšeckými.

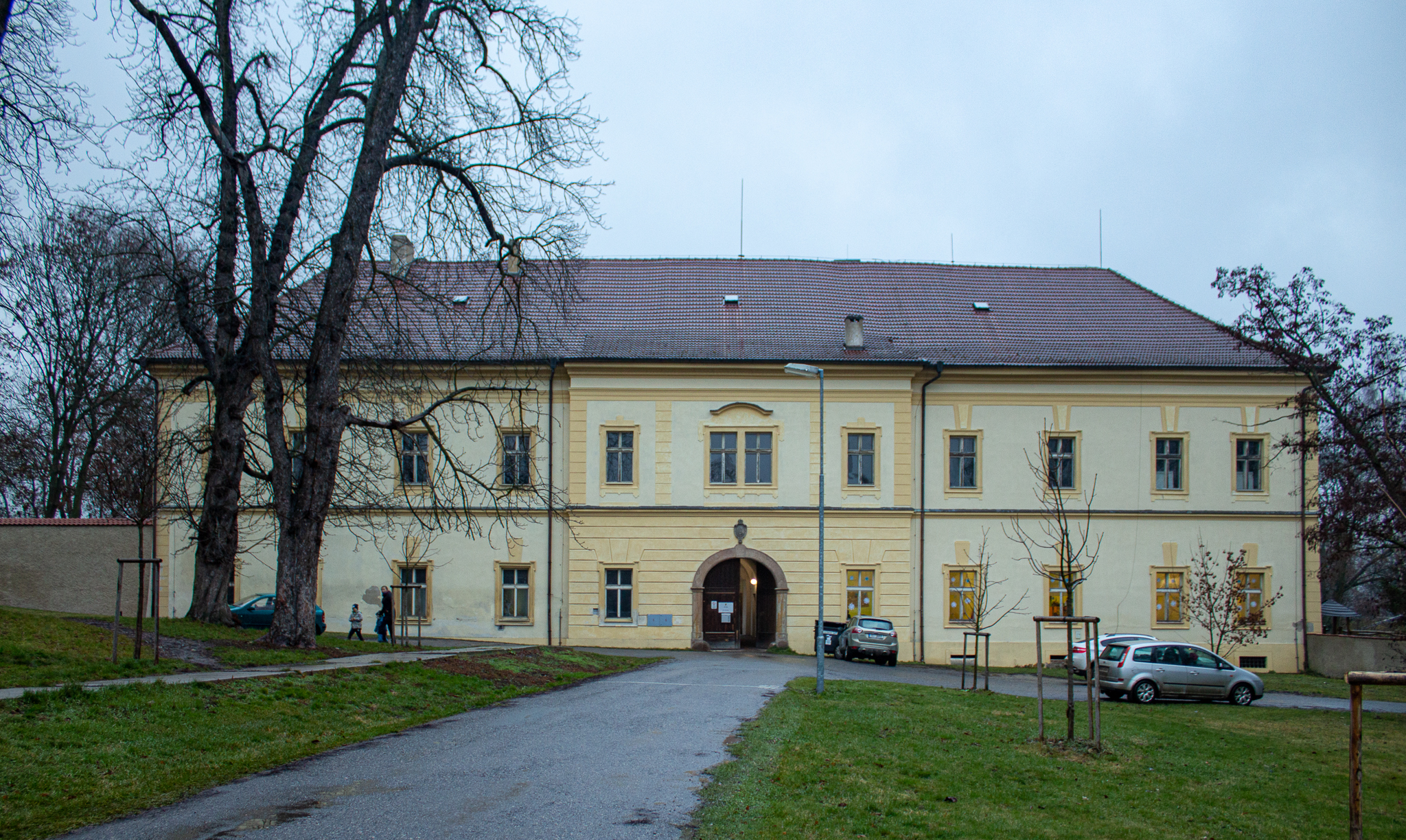
Mšecký zámek

Dalším, kdo Mšec spravoval Jiří Bezdružický z Kolovrat, nejvyšší zemský sudí († 1528), po němž zůstala vdova Eliška z Fictumu († okolo 1540). V letech 1536 až 1538 byl pánem na Mšeci Václav Budovec z Budova, po něm Dětřich (Jetřich) Bezdružický z Kolovrat († 1547). Když v roce následujícím zděděné panství přebíral Dětřichův synovec Ludvík Bezdružický z Kolovrat († 1554 či 1555) hejtman Nového Města pražského, zahrnovalo zámek Kornhauz se dvorem, pivovarem, sladovnou a městečkem, k tomu deset vsí: Milý, Srby, Lhotu, Žehrovice, Třtici, Honice, Třebichovice, Hořešovice, Lodenici, Kačici, k tomu lesy u Žehrovic, jedenáct rybníků a právo na výplatu dvou vsí zastavených, Pozdně a Bdína. Tato zmínka je nejstarším dokladem, v němž je Mšec označován jako městys a zároveň první, hovořící o mšeckém panském sídle jako zámku, což naznačuje dřívější přestavbu panského sídla za některého z předešlých majitelů. Roku 1550 Ludvík Bezdružický část mšeckého panství (Kačici aj.) odprodal majiteli sousedního panství smečenského Janu Bořitovi z Marinic a dalších částí se museli zbavovat i jeho zadlužení synové Jan a Zdislav Abdon, až Kolovratům zbyl jen Mšec a dvůr ve Třtici, které roku 1569 koupil Bedřich Mičan z Klinštejna a z Roztok na Žehrovicích za 5875 kop grošů českých.

### Štampachové
V roce 1586 koupil za cenu 55 tisíc kop grošů míšeňských panství Mšec se Mšeckými Žehrovicemi a Hořešovicemi Matyáš Štampach ze Štampachu († 1613), císařský rada a hejtman kraje slánského, muž zcestovalý, který se mj. v mládí účastnil válek proti Turkům v Uhrách. Tento vyženil roku 1584 Srbeč a Hřivčice, roku 1596 přikoupil Kalivody, 1597 Přerubenice a 1613 Mašťov. Za Matyáše Štampacha zažil Mšec období velkého rozkvětu. Štampach roku 1601 dal postavit v městečku školu, pořídil nový velký zvon na kostel a také zámek zcela přebudoval ve výpravně zařízenou renesanční patrovou stavbu s bohatými sbírkami starožitností a knihovnou. Při zámku také zřídil letohrádek (zbořený 1678) s oborou. Mimo toho založil bylinářskou zahradu, bažantnici, řadu sadů, chmelnic, hostinců a mlýnů, též novou pilu a cihelnu. Štampachovský erb (v červeném štítě stříbrná krokev se třemi červenými růžemi) s iniciálami stavebníka se dochoval vytesaný v zámeckém dvoře, nad renesančním vchodem v severním křídle.

### Třicetiletá válka
Po bezdětném Matyáši Štampachovi se v dědictví zvelebeného panství v krátkém sledu vystřídali jeho synovci, z nichž Jan Jindřich ze Štampachu se roku 1618 horlivě přidal ke stavovského povstání, hostil na svém zámku Fridricha Falckého a své poddané vypravoval do boje proti císaři. Po vítězství císařské strany byl roku 1622 odsouzen k propadnutí poloviny majetku. Již předtím mu byl Mšec zabrán a zastaven nejprve Elišce Popelové z Lobkovic a 1623 připsán hraběti Vratislavovi z Fürstenberka. Odhadní cena tohoto statku tehdy činila téměř 88 tisíc kop grošů míšeňských. Po vydání Obnoveného zřízení zemského Jan Jindřich Štampach s rodinou pro víru emigroval do saského Annabergu. Za saského vpádu se roku 1631 ještě na čas vrátil a ujal se mšeckého panství, po vyhnání Sasů mu však i zbytek jmění byl dalším rozsudkem zkonfiskován.
Po smrti Vratislava z Fürstenberka vedly se v rodině spory o dědictví, až nakonec panství připadlo Marii Eleonoře, provdané hraběnce z Hohenemsu, která je roku 1662 prodala za 60 tisíc zlatých rýnských hraběti Janu Adolfovi ze Schwarzenberka. Od té doby až do zrušení poddanství náležel Mšec Schwarzenbergům. Po roce 1675 došlo k barokní přestavbě zámku, další úpravy na něm pak prováděny v průběhu celého 18. století. Z roku 1681 se dochoval obsáhlý, 613stránkový česky psaný urbář panství Mšec. 

### 20. století – současnost
Na mšeckém zámku býval uložen obsáhlý schwarzenberský archiv, a to až do jeho přemístění do Třeboně ve 20. století.
V městysi Mšec (1059 obyvatel, poštovní úřad, telegrafní úřad, telefonní úřad, četnická stanice, katol. kostel, Obchodní grémium, společenstvo hostinských, společenstvo smíšených živností, sbor dobrovolných hasičů) byly v roce 1932 evidovány tyto živnosti a obchody: lékař, autodoprava, cihelna, 2 obchody s dobytkem, obchod se dřevem, družstvo pro rozvod elektrické energie ve Mšeci, hodinář, 2 holiči, 7 hostinců, kamenický závod, kapelník, 2 kováři, 4 krejčí, mlýn, obchod s obuví Baťa, 2 obchody s ovocem a zeleninou, 3 pekaři, obchod s peřím, pojišťovací jednatelství, porodní asistentka, 3 řezníci, sedlář, 6 obchodů se smíšeným zbožím, spořitelní a záložní spolek pro Mšec, 2 obchody se střižním zbožím, švadlena, 3 trhovci, 2 truhláři, velkostatek Schwarzenbeg, výkroj koží, zahradnictví, 2 zámečníci, zednický mistr.
Od 10. října 2006 byl obci vrácen status městyse.

## Obyvatelstvo
| Rok            | 1869  | 1880  | 1890  | 1900  | 1910  | 1921  | 1930  | 1950 | 1961 | 1970 | 1980 | 1991 | 2001 | 2011 | 2021 |
| -------------- | ----- | ----- | ----- | ----- | ----- | ----- | ----- | ---- | ---- | ---- | ---- | ---- | ---- | ---- | ---- |
| Počet obyvatel | 1 179 | 1 177 | 1 209 | 1 083 | 1 165 | 1 163 | 1 057 | 999  | 992  | 867  | 826  | 810  | 828  | 867  | 874  |
| Počet domů     | 147   | 159   | 170   | 171   | 175   | 188   | 232   | 268  | 273  | 273  | 256  | 320  | 332  | 347  | 365  |

## Správa městyse

### Územněsprávní začlenění
Dějiny územněsprávního začleňování zahrnují období od roku 1850 do současnosti. V chronologickém přehledu je uvedena územně administrativní příslušnost městyse v roce, kdy ke změně došlo:
- 1850 země česká, kraj Praha, politický okres Rakovník, soudní okres Nové Strašecí[10]
- 1855 země česká, kraj Praha, soudní okres Nové Strašecí
- 1868 země česká, politický okres Slaný, soudní okres Nové Strašecí
- 1939 země česká, Oberlandrat Kladno, politický okres Slaný, soudní okres Nové Strašecí[11]
- 1942 země česká, Oberlandrat Praha, politický okres Slaný, soudní okres Nové Strašecí[12]
- 1945 země česká, správní okres Slaný, soudní okres Nové Strašecí[13]
- 1949 Pražský kraj, okres Nové Strašecí[14]
- 1960 Středočeský kraj, okres Rakovník
- 2003 Středočeský kraj, obec s rozšířenou působností Rakovník

### Symboly městyse
Znak městyse je historický, vlajka byla městysi udělena rozhodnutím předsedkyně Poslanecké sněmovny Parlamentu České republiky dne 12. července 2023.
Mšec po staletí užívá znak, zobrazující v modrém štítě zlatý, povříslem převázaný vzpřímený obilný snop, provázený na obou stranách po jednom odvráceném zlatém obilném klasu. Datum ani bližší okolnosti udělení znaku nejsou známy, doložen je pečetěmi od 16. století.

## Doprava
Dopravní síť
- Pozemní komunikace – Městysem prochází silnice I/16 v úseku Řevničov – Slaný. Městys protíná silnice II/237 Rakovník – Nové Strašecí – Mšec – Třebíz – Peruc.

- Železnice – Železniční trať ani stanice na území městyse nejsou.

Veřejná doprava 2011
- Autobusová doprava – V městysi zastavovaly autobusové linky jedoucí např. do těchto cílů: Kladno, Praha, Rakovník, Řevničov, Slaný, Tuchlovice, Vinařice.

## Pamětihodnosti
- Zámek Mšec

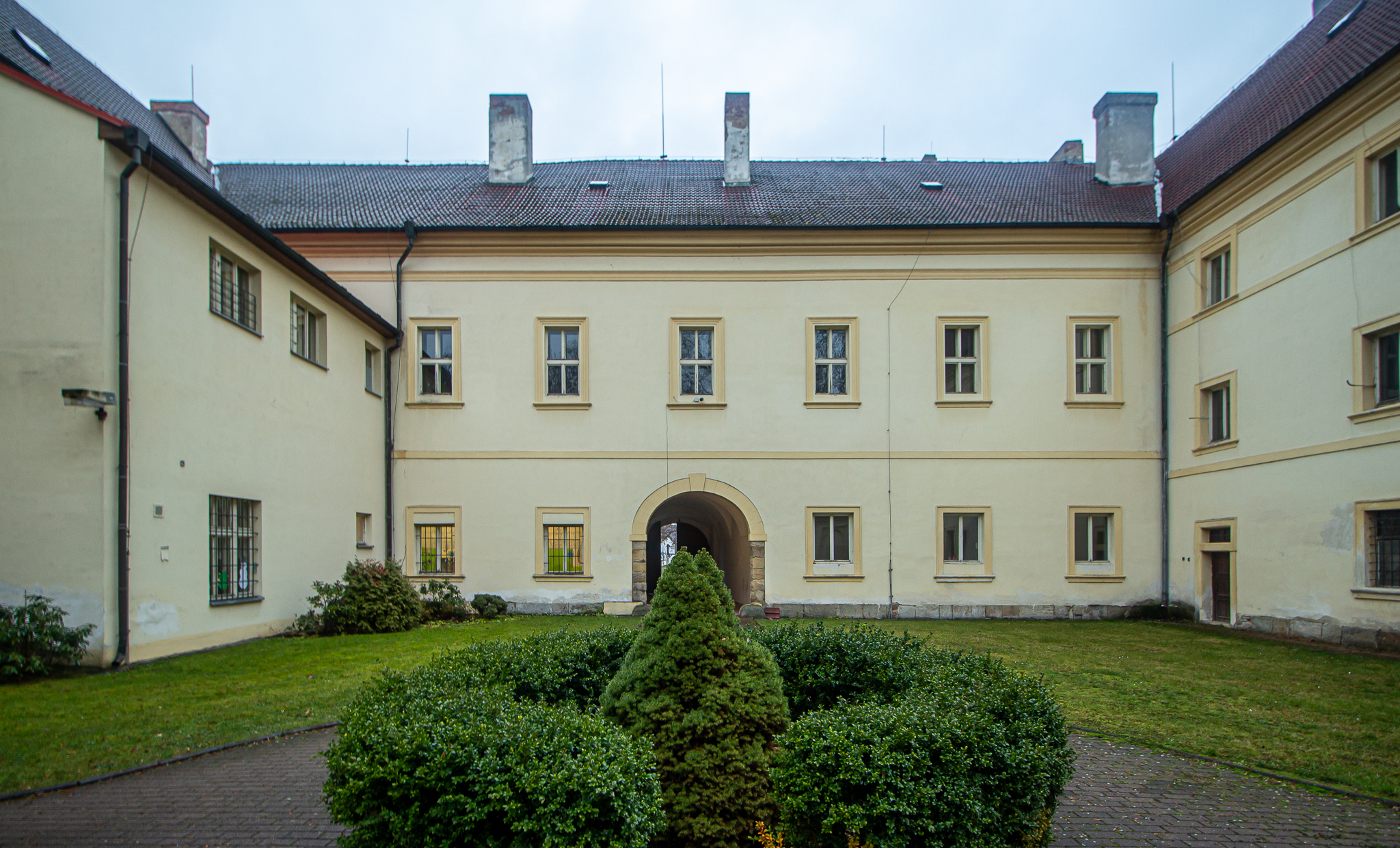
Nádvoří zámku

- Kostel svatého Kateřiny Alexandrijské
- Kaple svatého Jana Nepomuckého
- Fara